# Helicops angulatus
Helicops angulatus är en ormart som beskrevs av Carl von Linné 1758. Helicops angulatus ingår i släktet Helicops och familjen snokar. Inga underarter finns listade i Catalogue of Life.
Denna orm förekommer i norra Sydamerika från Colombia och Venezuela till Bolivia och centrala Brasilien.